# Thomas Hamilton
Thomas Thaddeus Hamilton (Chicago, 3 aprile 1975) è un ex cestista statunitense, professionista nella NBA e in Cina.

## Palmarès
- Migliore nella percentuale di tiro CBA (1998)
- Campione NBDL (2002)
- All-NBDL First Team (2002)
- Miglior rimbalzista NBDL (2002)